# Église Saint-Nicolas de Drajčići
Pour les articles homonymes, voir Église Saint-Nicolas.
L'église Saint-Nicolas de Drajčići (en serbe cyrillique : Црква светог Николе у Драјчићима ; en serbe latin : Crkva svetog Nikole u Drajčićima) est une église orthodoxe serbe située à Drajçiq/Drajčići, au Kosovo, près de Prizren/Prizren. Construite dans le dernier quart du XVIe siècle, elle dépend de l'éparchie de Ras-Prizren et est inscrite sur la liste des monuments culturels d'importance exceptionnelle de la république de Serbie.